# Gianluca Ferraris
Gianluca  Ferraris (Génova, 29 de noviembre de 1976 - Milán, 14 de marzo de 2022) fue un escritor y periodista italiano.
Licenciado en ciencias políticas, estudió un máster de periodismo en Milán. Ha trabajado para las publicaciones Panorama , Chi y Economy, y  para el programa Quarto Grado de Rete 4.,

## Obra
- Le cellule della speranza (Sperling & Kupfer), 2011
- Gioco sporco (Baldini e Castoldi), 2011
- Pallone criminale (Ponte alle Grazie), 2012
- Singapore Connection (Informant), 2013
- A Milano nessuno è innocente (Novecento), 2015